# Eurodrone
Європейська система дистанційно пілотованих літальних апаратів середньої висотності з великою тривалістю польоту (англ. European Medium Altitude Long Endurance Remotely Piloted Aircraft System — MALE RPAS), або Eurodrone, — це двотурбогвинтовий безпілотний літальний апарат середньої висотності й великої тривалості польоту (MALE), який розробляється Airbus, Dassault Aviation та Leonardo S.p.A. Перший політ очікується до середини 2027 року. Замовлення на апарат розмістили Німеччина, Франція, Італія та Іспанія.

## Реалізація програми
18 травня 2015 року Франція, Німеччина та Італія розпочали дворічне європейське дослідження MALE RPAS для визначення його експлуатаційних можливостей, системних вимог та попереднього проєкту. Пізніше до дослідження приєдналася Іспанія. У листопаді 2015 року управління програмою доручили європейському агентству оборонних закупівель Організації співробітництва в галузі озброєнь — OCCAR за підтримки Європейського оборонного агентства щодо інтеграції та сертифікації повітряного руху. Контракт на проведення дослідження мав бути укладений у першій половині 2016 року, а потенційне розроблення та виробництво мали забезпечити перше постачання 2025 року.
Дворічне дослідження розпочали у вересні 2016 року. Airbus, Dassault Aviation та Leonardo представили повномасштабний макет на Міжнародній аерокосмічній виставці ILA в Берліні в квітні 2018 року. У жовтні 2018 року OCCAR запросила Airbus Defence and Space подати тендер на програму, щоб координувати основних субпідрядників Dassault та Leonardo. У листопаді 2018 року завершено попередній огляд проєкту системи, що дозволило зацікавленим сторонам узгодити свої вимоги та укласти контракт 2019 року.
Наприкінці травня 2019 року Airbus подав свою пропозицію. Влітку французький Сенат розкритикував платформу як «занадто важку, занадто дорогу і, отже, занадто складну для експорту» через «німецькі специфікації». Перший політ тоді запланували на 2024 рік, а перші поставки — на 2027 рік.
Через вплив пандемії COVID-19 на авіаційну галузь підписання контракту перенесли на 2021 рік. Для остаточного складання апарата й наземних випробувань обрали майданчик Airbus у Манхінгу. Перший політ запланували на 2025 рік, а перші постачання — на 2028 рік. Контракт стосувався 20 систем Eurodrone, кожна з яких включала три літаки, що в сумі становило 60 дронів.
У лютому 2022 року затверджено контракт на розробку та виробництво. Перший політ прототипу очікується до середини 2027 року. У березні 2022 року Airbus Defence and Space підтвердила вибір турбогвинтового двигуна General Electric Catalyst замість Safran Ardiden 3TP.

## Призначення і конструкція

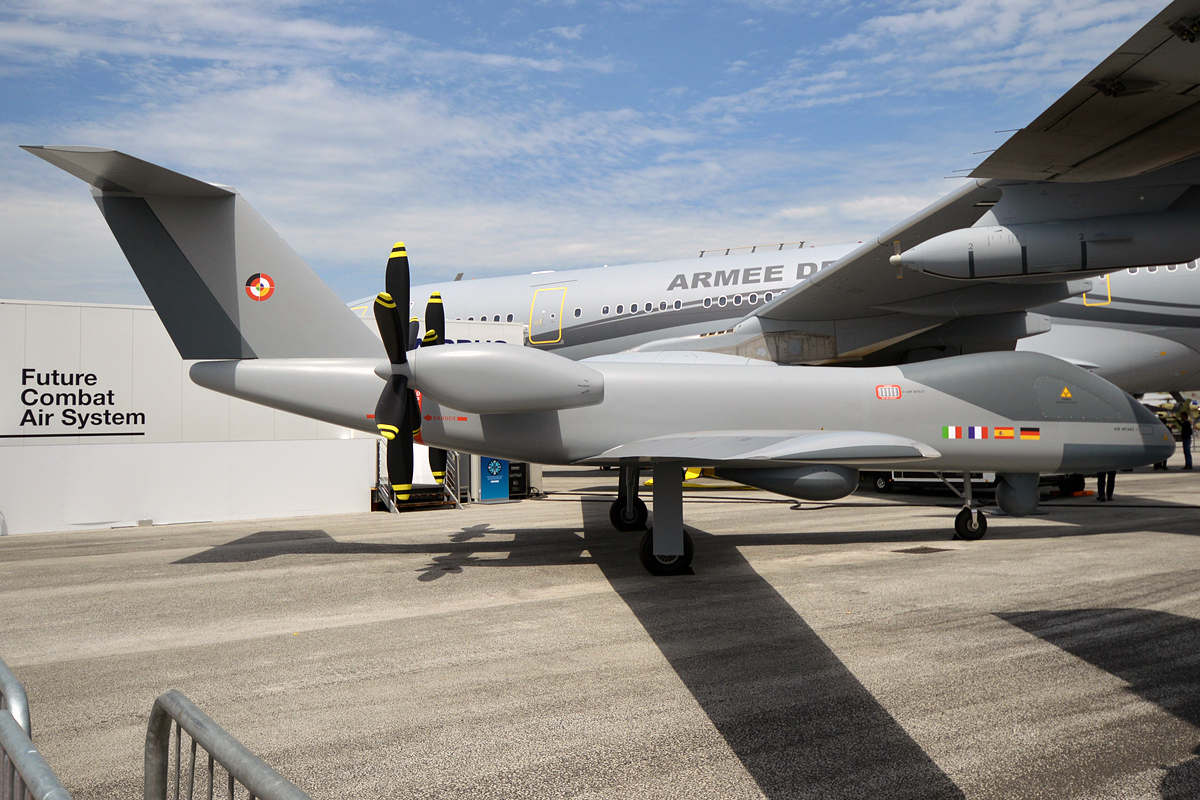
Вид збоку на EuroMALE (Eurodrone)

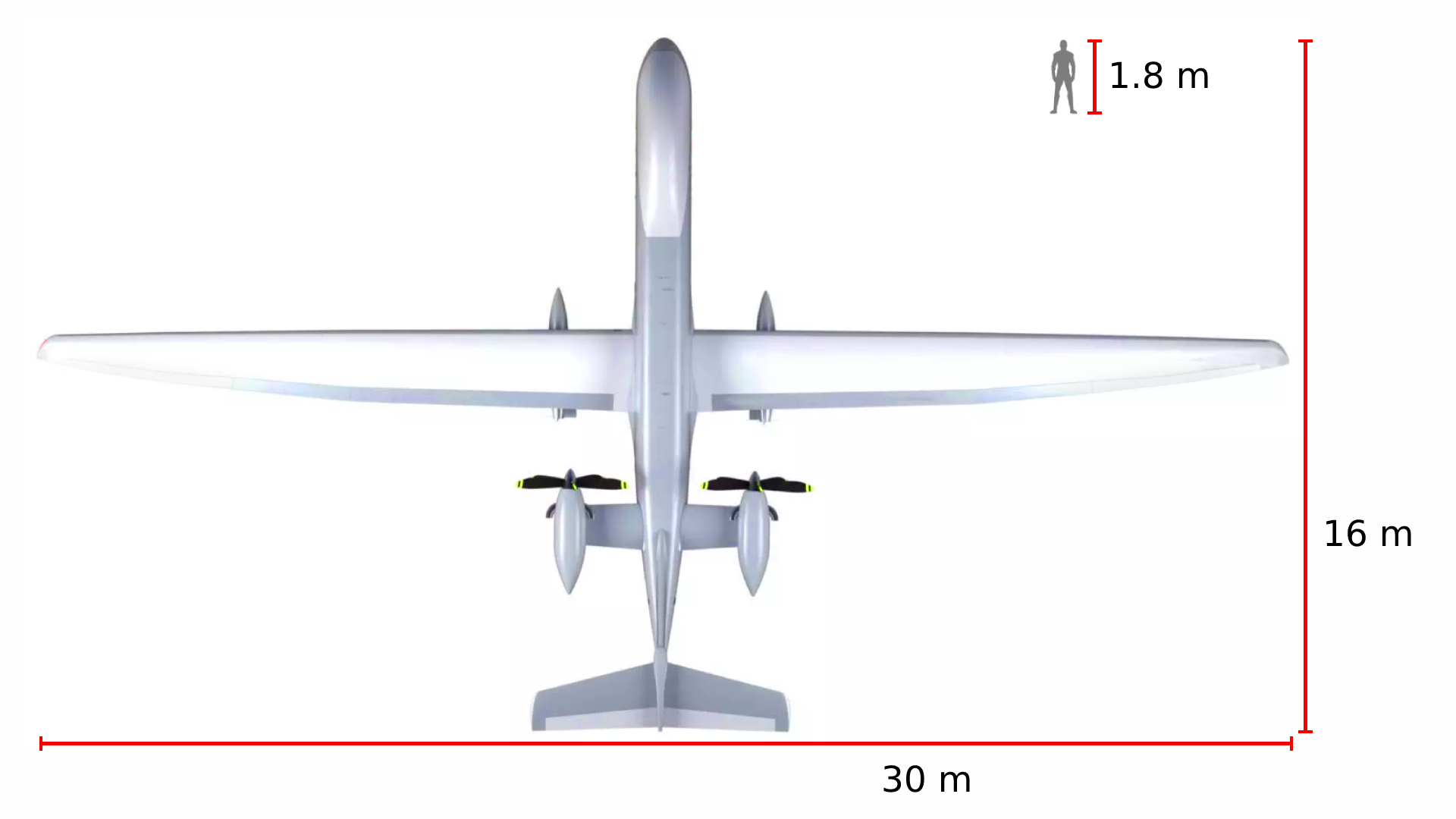
Габаритні розміри Eurodrone

Eurodrone призначений для розвідки, спостереження та рекогностування тривалої дії, а також для наземної підтримки з використанням високоточної зброї. Двотурбогвинтові двигуни встановлені в штовхальній позиції за крилом. Два двигуни були вимогою Німеччини, яка мала намір використовувати БПЛА для спостереження за міськими районами та була стурбована тим, що відмова двигуна в одномоторному дроні може призвести до зіткнення дрона з будинком. Франція, яка має намір використовувати систему над зонами конфлікту, критикувала його вартість та вагу (він більше ніж удвічі важчий за MQ-9 Reaper).
| Довжина, м                    | 17                                                  |
| Висота, м                     | 6                                                   |
| Розмах крил, м                | 30                                                  |
| Силова установка              | 2 х турбогвинтовий двигун General Electric Catalyst |
| Пропелер                      | MT-Propeller                                        |
| Максимальна злітна маса, кг   | 13000                                               |
| Максимальна швидкість, км/год | 500                                                 |
| Тривалість польоту, год       | до 40                                               |
| Озброєння                     | Brimstone, GBU-49 Enhanced Paveway II               |

## Оператори

### Майбутні оператори
Франція
- Повітряні сили Франції — законтрактовали 12 Eurodrone (4 системи)

 Німеччина
- Повітряні сили Німеччини — законтрактовали 21 Eurodrone (7 систем)

 Італія
- Повітряні сили Італії — законтрактовали 15 Eurodrone (5 систем)

 Іспанія
- Повітряні сили Іспанії — законтрактовали 12 Eurodrone (4 системи)

### Потенційні оператори
Японія
Японія приєдналася до програми Eurodrone як спостерігач 30 листопада 2023 року.
 Індія
Індія приєдналася до програми Eurodrone як спостерігач 21 січня 2025 року.

## See also
- MQ-25 Stingray
- General Atomics MQ-9 Reaper
- Aarok